# Epicauta vidua
Epicauta vidua es una especie de coleóptero de la familia Meloidae.

## Distribución geográfica
Habita en el nordeste de Argentina y en Brasil.